# Betty Marsh
Pour les articles homonymes, voir Marsh.
Betty Marsh est une actrice américaine née le 12 octobre 1909 à San Francisco (Californie) et morte en 1994. 
Actrice enfant, elle tourna dans dix-neuf films de 1913 à 1916.

## Filmographie
- 1913 : Pendant la bataille (The Battle at Elderbush Gulch) de David W. Griffith
- 1914 : Home, Sweet Home de David W. Griffith
- 1915 : Naissance d'une nation de David W. Griffith
- 1915 : Enoch Arden de Christy Cabanne
- 1915 : God Is Love
- 1915 : The Victim de George Siegmann
- 1915 : Dirty Face Dan de Chester M. Franklin et Sidney Franklin
- 1915 : The Ashcan, or Little Dick's First Adventure de Chester M. Franklin et Sidney Franklin
- 1915 : The Kid Magicians de Chester M. Franklin et Sidney Franklin
- 1915 : The Lie
- 1915 : The Bride of the Sea de Francis Powers
- 1915 : The Way of a Mother de Jack Conway
- 1915 : As in the Days of Old de Francis Powers
- 1915 : A Game Old Knight de F. Richard Jones
- 1915 : The Martyrs of the Alamo de Christy Cabanne
- 1915 : Tantine est tentée (A Janitor's Wife's Temptation) de Dell Henderson
- 1916 : Ambroise millionnaire (A Modern Enoch Arden ) de Clarence G. Badger et  Charles Avery
- 1916 : Joe aime les enfants (Gypsy Joe) de Clarence G. Badger et William Campbell
- 1916 : Hoodoo Ann de Lloyd Ingraham